# Bimbo Fatokun Lanre
Bimbo Fatokun Lanre (Lagos, 13 oktober 1978) is een voormalig Nigeriaans-Belgisch voetballer. Fatokun was een aanvaller.

## Carrière
Antwerp haalde Fatokun in 1995 naar België. De aanvaller maakte op 5 mei 1996 zijn debuut op het hoogste niveau in de competitiewedstrijd tegen AA Gent. Zijn eerste doelpunt in eerste klasse scoorde hij in het daaropvolgende seizoen tegen RC Genk op 2 november 1996. In zijn eerste volledige seizoen in eerste klasse speelde hij 16 competitiewedstrijden voor Antwerp, waarin hij drie keer scoorde. 
Fatokun was enkele jaren een vaste waarde bij Antwerp, maar in het seizoen 2001/02 werd hij geen enkele keer opgesteld vanwege een geschil met de clubleiding – de Nigeriaan had geweigerd zijn contract te verlengen. Fatokun, die in 2002 ook een Belgisch paspoort kreeg, speelde daarna nog voor Scarborough FC, RC Mechelen, 1. FC Union Berlin en KFC Schoten SK. Bij die laatste club vertrok hij al na enkele maanden omdat hij zich niet thuis voelde in de spelersgroep van de toenmalige vierdeklasser. 
Fatokun kwam na het beëindigen van zijn spelerscarrière nog uit voor enkele clubs in de Belgische lagere divisies. Hij werd later jeugdtrainer bij zijn ex-club Antwerp FC, waar zijn beide zonen tot op heden in de jeugd spelen.